# Elbasan Arena
L'Elbasan Arena (Albanese: Elbasan Arena, noto precedentemente come Ruzhdi Bizhuta) è un impianto polisportivo situato a Elbasan, Albania. Lo stadio è stato completato nel 1967 ed è stato il terreno di casa del KF Elbasani da allora. Lo stadio era in fase di ristrutturazione ed è stato inaugurato ufficialmente l'8 ottobre 2014 in tempo per la partita contro la Danimarca, valida per le qualificazioni a UEFA EURO 2016, con una capacità totale di 12.800, che lo rende il terzo più grande in Albania, dopo l'Arena Kombëtare a Tirana, e lo Stadio Loro Boriçi di Scutari.
È uno degli stadi più moderni presenti in Albania e ha ospitato le partite dello Skënderbeu Korçë nelle qualificazioni della UEFA Champions League 2015-2016 e nella UEFA Europa League 2015-2016.
Nella stagione 2016-2017 ha ospitato l'andata del terzo turno preliminare di UEFA Champions League del Partizan Tirana, partita persa 0-1 contro il Salisburgo.

## Storia

### La costruzione dello stadio
Lo stadio è stato costruito negli anni '60 e inaugurato nel 1967, mentre KF Elbasani (poi denominato KF Labinoti Elbasan) giocava la vecchia Kategoria e Pare, che ora è chiamata Kategoria Superiore. Lo stadio poteva contare su una capienza di 7700 posti a sedere, solo la tribuna centrale era coperta. Il campo di gioco è di 104x66 m, circondato da una pista di atletica a 6 corsie.

### Ristrutturazione: dai progetti al nuovo stadio

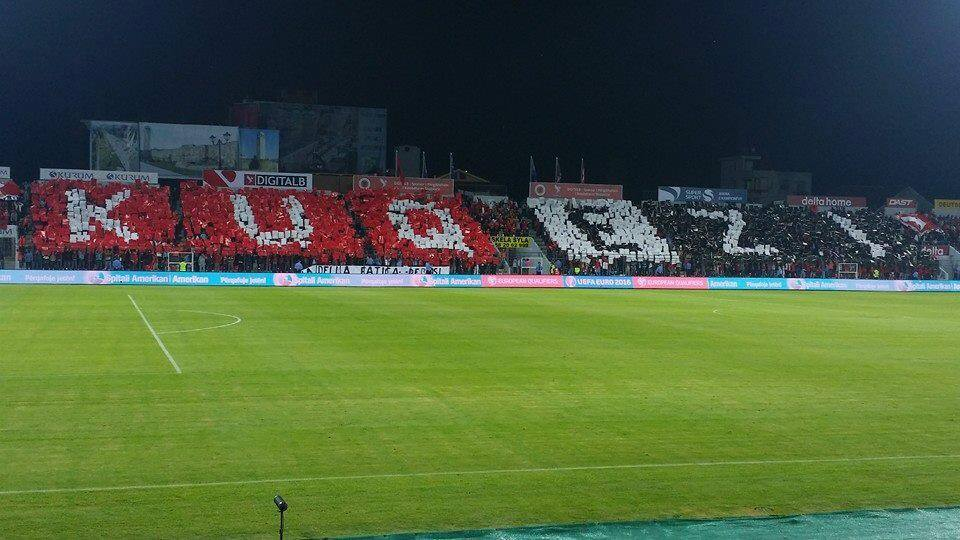
Coreografia dei tifosi della nazionale albanese di calcio.

Nel mese di gennaio 2014, è stato confermato che Stadio Ruzhdi Bizhuta avrebbe ospitato le partite casalinghe della squadra nazionale albanese, mentre la demolizione e la ricostruzione dello Stadio Qemal Stafa stava prendendo posto. Ruzhdi Bizhuta avrebbe ospitato partite della nazionale albanese in casa per la fase di qualificazione di UEFA Euro 2016, ma solo dopo una ristrutturazione dello stadio esistente.
Nel gennaio 2014 i costi di ristrutturazione sono stati stimati circa 1 milione 300 000 €, di cui la Federazione calcistica dell'Albania sarebbero dovuti pagare circa 300.000 € e il restante 1 € milione dal governo albanese. Il primo ministro Edi Rama ha visitato lo stadio il 28 gennaio 2014 come parte della sua visita alla città di Elbasan, che è dove ha confermato che lo Stadio Ruzhdi Bizhuta avrebbe sostituito temporaneamente Stadio Qemal Stafa come sede della nazionale. È stato completato nell'ottobre 2014 e la cerimonia di inaugurazione ha avuto luogo l'8 ottobre 2014, a soli 8 mesi dopo l'inizio dei lavori. Il costo totale alla fine dei lavori di ristrutturazione è stato € 5,5 milioni
La ristrutturazione dello stadio per soddisfare i requisiti dell'UEFA è iniziata nel febbraio 2014. Gli spogliatoi per i giocatori e gli ufficiali di gara sono stati ricostruiti, così come la sala conferenze, mentre l'ingresso per i veicoli d'emergenza è stato reso più accessibile. Una nuova area Vip è stata creata insieme a un salotto esecutivo, con 400 posti a sedere in tribuna centrale. L'illuminazione dello stadio è stata sostituita con nuovi proiettori, mentre sono stati montati nuovi tabelloni elettrici e tornelli elettronici. La capacità è stata aumentata a 12.500 posti con i nuovi seggiolini installati.
Il campo di gioco è di 105 × 68 m, circondato da una pista di atletica a 8 corsie.